# Primera División de Fútbol Profesional
Die Primera División de Fútbol Profesional ist die 1969 gegründete höchste Spielklasse der Federación Salvadoreña de Fútbol, dem nationalen Fußballverband von El Salvador.

## Modus
Die Liga umfasst derzeit zehn Mannschaften. Eine Spielzeit ist seit der Saison 1998/99 wie in zahlreichen anderen Fußballverbänden Zentral- und Südamerikas üblich, in zwei Halbserien, genannt Apertura und Clausura, unterteilt. Sowohl der Gewinner der Apertura als auch der Gewinner der Clausura dürfen sich im Anschluss Fußballmeister von El Salvador nennen. Pro Kalenderjahr werden somit jeweils zwei Fußballmeister ermittelt. Die zehn Mannschaften ermitteln in jeder Halbserie in Hin- und Rückspiel gegen jeden anderen Teilnehmer, insgesamt also an 18 Spieltagen, zunächst die vier Teilnehmer am Finalturnier. Das Finalturnier wird im Anschluss daran im K.-o.-System ausgetragen.

## Auf- und Abstieg
Zur Ermittlung der Absteiger aus der Primera División werden nach Abschluss der Apertura und der Clausura einer Spielzeit die in beiden Halbserien von den Mannschaften insgesamt erzielten Punkte addiert. Die Mannschaft mit der geringsten Punktzahl steigt direkt ab. Die nächstfolgende Mannschaft spielt in einer Relegationsrunde gegen einen der Vertreter der zweithöchsten Spielklasse um einen weiteren freien Platz in der Primera División der folgenden Spielzeit.

## Ermittlung der Teilnehmer an der CONCACAF Champions League
Sowohl der Gewinner der Apertura als auch der Gewinner der Clausura nehmen an der CONCACAF Champions League der folgenden Saison teil. Die Mannschaft mit der höchsten Gesamtpunktzahl aus Apertura und Clausura ist direkt für die Gruppenphase qualifiziert, die andere Mannschaft nimmt an der Qualifikationsrunde teil. Für den Fall, dass Apertura und Clausura einer Spielzeit von derselben Mannschaft gewonnen wurden, rückt die Mannschaft mit der zweitbesten Gesamtpunktzahl nach.

## Aktuelle Teams
- Club Deportivo Águila (Stadt: San Miguel, Stadion: Estadio Juan Francisco Barraza)
- Alianza FC (San Salvador, Estadio Cuscatlán)
- Atlético Marte (San Salvador, Estadio Cuscatlán)
- AD Chalatenango (Chalatenango, José Gregorio Martínez)
- CD FAS (Santa Ana, Estadio Oscar Quiteño)
- AD Isidro Metapán (Metapán, Jorge Calero Suares)
- Jocoro FC (Jocoro, Complejo Deportivo Tierra de Fuego)
- CD Luis Ángel Firpo (Usulután, Sergio Torres)
- Municipal Limeno (Santa Rosa de Lima, Jose Ramon Flores)
- Once Municipal (Ahuachapán, Simeón Magaña)
- CD Platense (Zacatecoluca, Antonio Toledo Valle)
- Santa Tecla FC (Santa Tecla, Las Delicias)

## Titelträger
Die fettgedruckten Vereine spielen in der Saison 2021/22 in der Primera División.
| Meister                       |                  |
| Verein                        | Anzahl der Titel |
| CD FAS                        | 18               |
| CD Águila                     | 16               |
| Alianza FC                    | 14               |
| Isidro Metapán                | 10               |
| CD Luis Ángel Firpo           | 10               |
| Atlético Marte                | 8                |
| Santa Tecla FC                | 4                |
| CD Dragón                     | 3                |
| Hércules (aufgelöst)          | 3                |
| Once Municipal                | 3                |
| Club Deportivo 33 (aufgelöst) | 2                |
| Juventud Olímpia              | 2                |
| Quequeisque (aufgelöst)       | 2                |
| Chinameca SC                  | 1                |
| Libertad FC (aufgelöst)       | 1                |
| CD Platense                   | 1                |
| San Salvador FC (aufgelöst)   | 1                |
| CD Santiagueño                | 1                |
| CD Vista Hermosa              | 1                |